# Ernst Günther Techow
Ernst Günther Techow (* 5. Februar 1899 in Berlin; † vermutlich nach 1981 in München) war ein deutscher Filmproduktionsleiter, Drehbuchautor und Filmfirmenmanager.

## Leben
Techow hatte eine Offiziersausbildung erhalten und 1917/18 an der Front gedient, ehe er 1923 zur Schriftstellerei wechselte. 1926 ging er zum Film und wirkte zunächst in den Presseabteilungen mehrerer Gesellschaften, zuletzt (bis zum 1. Oktober 1936) als Chef der Presseabteilung der Tobis Anschließend wechselte Techow zur Filmproduktion, im November/Dezember 1936 sind seine ersten praktischen Beiträge (als Kurzfilmdrehbuchautor) nachweisbar. 1937 verpflichtete ihn die Terra als Dramaturg. Zu seinen wichtigsten Produktionen zählen zu Beginn der 40er Jahre der Propagandafilm Achtung! Feind hört mit!, die Sängerin-Biografie Die schwedische Nachtigall mit Ilse Werner und Joachim Gottschalk und die Maler-Huldigung Rembrandt. Später betätigte er sich auch als Schnittmeister.
Nach dem Krieg wirkte Techow als Dialogautor für deutsche Fassungen ausländischer Filme, anfänglich im Rahmen der 'Motion Picture Export Association' (MPEA). Nach der Betriebseinstellung der MPEA (Jahresende 1949) wurde er Gründer und Inhaber der ‘Arena Film’. Im Jahre 1950 gründete er, zusammen mit Josef Wolf, die Synchron-Firma Ultra-Film, zu der 1953 der spätere Regisseur Alfred Vohrer stieß. Bis 1982 blieb die Firma bestehen, dann verliert sich auch Techows Spur.

## Filmografie (Auswahl)
als Produktionsleiter
- 1936: Der vertauschte Hund (Kurzfilm, nur Drehbuch)
- 1936: Es wird nichts so heiß gegessen (Kurzfilm, nur Drehbuch)
- 1936: Ruhe ist die erste Bürgerpflicht (Kurzfilm, nur Drehbuch)
- 1938: Rosemarie will nicht mehr lügen (Kurzfilm)
- 1938/39: Der anonyme Brief (Kurzfilm)
- 1939: Das Stilett (Kurzfilm)
- 1939: Der überraschende Säugling (Kurzfilm)
- 1939: Johannisfeuer
- 1939: Weißer Flieder
- 1940: Achtung, Feind hört mit
- 1940/41: Die schwedische Nachtigall
- 1941: Der Strom
- 1942: Rembrandt
- 1942: Der ewige Klang
- 1943: Aufruhr der Herzen